# Michael Pfleghar
Michael Pfleghar (* 20. März 1933 in Stuttgart; † 23. Juni 1991 in Düsseldorf) war ein deutscher Filmregisseur und Fernsehproduzent.

## Leben
Der Sohn eines Fabrikanten erhielt eine Ausbildung als Schnittmeister und wurde 1954 Regieassistent beim SDR in Stuttgart. Dort arbeitete er später bereits als Fernsehregisseur und folgte Ende der 1950er Jahre Helmut Jedele in die Bavaria Film bei München. Von 1959 bis 1963 war er hier Oberspielleiter, danach wirkte er freischaffend. Mit seinen innovativen Shows wurde er bald Deutschlands bekanntester Fernsehregisseur.
1967 führte er in den USA die Regie für das preisgekrönte Musik-Fernsehspecial A Man and His Music plus Ella plus Jobim für Frank Sinatra mit Ella Fitzgerald und Antônio Carlos Jobim. Mit Sinatras Tochter Tina Sinatra lebte er Ende der 1960er Jahre zeitweise in München zusammen. Er inszenierte u. a. die ZDF-Showreihe Wünsch Dir was und in den Jahren 1973 bis 1979 die Comedy-Fernsehserie Klimbim. Mit Ingrid Steeger, Darstellerin in Klimbim, war er ab 1974 fünf Jahre lang liiert.
Pfleghar gründete 1990 zusammen mit Ursula Pfeiffer in Nürnberg den Verein Lobby für Kinder. Der Verein hilft Kindern in Notlagen.
Michael Pfleghar war mit den Schlagersängerinnen Bibi Johns (1960–1962) und Inge Brück (Scheidung Ende der 1960er Jahre) verheiratet; währenddessen hatte er eine Beziehung mit Heidi Brühl. Von 1981 bis 1990 war er der zweite Ehemann von Wencke Myhre und Vater des gemeinsamen Sohnes Michael (* 1982). Aus einer Liaison mit Corinne Pulver stammt eine Tochter.
Pfleghar erschoss sich am 23. Juni 1991 im Alter von 58 Jahren in der Düsseldorfer Wohnung des befreundeten Publizisten Hubert Maessen. Beigesetzt wurde Pfleghar im Familiengrab auf dem Waldfriedhof in Stuttgart-Degerloch.

## Auszeichnungen
- 1975: Adolf-Grimme-Preis mit Silber für Klimbim

## Filmografie

### Kino
- 1964: Die Tote von Beverly Hills (auch Co-Drehbuch)
- 1965: Serenade für zwei Spione (auch Co-Drehbuch)
- 1966: Bel Ami 2000 oder Wie verführt man einen Playboy (auch Co-Drehbuch)
- 1967: Das älteste Gewerbe der Welt (Le plus vieux métier du monde) (eine Episode)
- 1972: München 1972 – 8 berühmte Regisseure sehen die Spiele der XX. Olympiade (Visions of Eight) – Teil 4: Die Frauen (Dokumentationsfilm)

### Fernsehen (Auswahl)
- 1956: Eine kleine große Reise (TV) (auch Co-Drehbuch)
- 1956: Duell nach Noten – Ein heiterer musikalischer Kleinkrieg (TV) (auch Co-Drehbuch)
- 1957: Der Schallplattendieb (TV) (auch Co-Drehbuch)
- 1957: La Cancha – Eine geheimnisvolle Weltmeisterschaft (TV)
- 1958: Kennen Sie die Milchstraße? (TV)
- 1958–1964: Bon soir, Kathrin! (TV-Serie)
- 1959: Drei kleine Helle (TV)
- 1959: Wenn Sechse eine Reise tun (TV)
- 1960: In 80 Takten um die Welt (TV)
- 1960: Hollywood – Ein Vorort in vier Anekdoten (TV) (auch Drehbuch)
- 1960: Das Leben ist ein Karussell (TV) (auch Co-Drehbuch)
- 1961: Petites fleurs (TV)
- 1961: Die alte Welle (TV)
- 1961: Zu jung um blond zu sein (TV) (auch Drehbuch)
- 1962: Hotel Victoria (TV-Serie)
- 1962: Das verflixte erste Mal – Ein Feuilleton mit Musik (TV)
- 1962–1963: Lieben Sie Show? (TV-Serie) (auch Co-Drehbücher)
- 1963: Die kleinste Show der Welt (TV)
- 1964: Die große Show von Tokio (TV)
- 1965: Das Lächeln im Westen (TV)
- 1966: Die größte Schau der Welt – Die Girls von Takarazuka (TV)
- 1966: Die Peanuts (TV)
- 1966: Es funkeln die Sterne – Zu Gast bei Caterina Valente (TV)
- 1967: Der Watusi-Skandal (TV)
- 1967–1968: Die Caterina-Valente Show (TV-Serie)
- 1967: With Love, Sophia (TV)
- 1967: Show-Chance (TV-Serie) (nur Gast in einer Episode)
- 1967: Frank Sinatra: A Man and His Music + Ella + Jobim (TV)
- 1968: Monte Carlo: C’est La Rose (TV)
- 1969: Caterina from Heidelberg (TV)
- 1969: Romeo und Julia 70 (TV-Serie) (auch Drehbuch)
- 1969–1970: Wünsch Dir was (TV-Serie) (5 Folgen)
- 1970: Music Tropical (TV)
- 1970: ZDF-Werkstatt (TV-Serie) (nur Gast in einer Episode)
- 1970: Jumbo – Ein Elefantenleben (TV)
- 1971: Perlico – Perlaco (TV) (auch Drehbuch)
- 1972: Jules und die olympischen Geister (TV)
- 1972: Sommersprossen (TV) (auch Drehbuch)
- 1973–1979: Klimbim (TV-Serie) (auch Co-Drehbücher und Gastauftritte)
- 1975: Giro d’Italia – Die härteste Show der Welt (TV)
- 1977: Wochenendspiel (Pilot für TV-Serie)
- 1978: Zwei himmlische Töchter und Die Gimmicks (TV-Serie) (auch Gastauftritt)
- 1979: Tortur mit Torte – Wie macht man Klimbim und anderen Tingeltangel (TV)
- 1979: Wencke, Udo und der blaue Diamant (TV) (auch Co-Drehbuch)
- 1980: Susi (TV-Serie) (auch Co-Drehbücher)
- 1981: Wencke (TV)
- 1983: Wencke auf Nord-Wegen (TV)
- 1984: Die trickreichen 7 (TV) (eventuell unveröffentlicht)
- 1985: Ein Lied für Göteborg (TV)
- 1986: Bravo, Catrin (TV)
- 1986: Die Zukunft hat Geburtstag – 100 Jahre Automobil (TV)
- 1987: Köpfe, Könner, Kulissen (TV-Serie) (nur Gast in einer Episode)
- 1987: Top Kids (S.A.M. – Reise durch die Zeit) (TV) (auch Co-Drehbuch)
- 1987: Willkommen in München (TV)
- 1987–1990: Showgeschichten (TV-Serie)
- 1988: Durch Dich wird diese Welt erst schön (TV)
- 1990: Rolle vorwärts (TV)
- 1991: Die lieben Verwandten (TV-Serie)
- 1991: Tücken des Alltags (TV-Serie) (eine Folge, 1994 gesendet)

### Werbung
- 1969: Diverse kurze Wahlwerbespots für die SPD mit Willy Brandt zur Bundestagswahl 1969
- 1972: 10 kurze Wahlwerbespots für die SPD mit Willy Brandt für Bundestagswahl 1972
- 1976: 52 kurze Wahlwerbespots für die SPD mit Helmut Schmidt für Bundestagswahl 1976